# The Oa

Topographische Karte von Islay mit der Mull of Oa im Süden.

The Oa (schott.-gälisch: An Obha), historisch auch The Oe oder Mull of Kinoe genannt, ist eine Halbinsel der schottischen Insel Islay.

## Geographie
Oa liegt an der Südküste der Insel und das im Südosten der Halbinsel gelegene Kap Rubha nan Leacan markiert den südlichsten Punkt Islays. An ihrer größten Ausdehnung in Ost-West-Richtung durchmisst sie etwa sieben Kilometer, in Nord-Süd-Richtung sind es etwa 6,5. Im Nordosten ist sie mit dem Hauptteil der Insel verbunden. Nach Süden und Osten ist sie durch den Atlantischen Ozean begrenzt, während die Meeresbucht Loch Indaal die Westküste bildet. An der gegenüberliegenden Küste von Loch Indaal ist die Halbinsel Rhinns of Islay gelegen. Während im Süden der Insel meist flache, sandige Küsten vorkommen, grenzen bis zu 220 m hohen Klippen die Mull of Oa ab.
Administrativ ist Oa als Teil von Islay der Council Area Argyll and Bute zugehörig. Historisch war sie Teil der heute traditionellen Grafschaft Argyllshire.
Vor den Highland Clearances wies Oa eine Bevölkerung von etwa 800 Personen auf, andere Quellen sprechen von bis zu 4000 Personen. Heute wird die Halbinsel von 40 Personen bewohnt. Zahlreiche Überreste von Wohnhäusern können in der Landschaft gefunden werden und zeugen von der ehemaligen Besiedlung.
Ein Monument an der Südwestküste auf dem Mull of Oa genannten Kap gedenkt dem Abschuss des Schiffes Tuscania und dem Untergang der Otranto vor der Küste während des Ersten Weltkriegs. Im Zweiten Weltkrieg trug ein Kriegsschiff der Royal Navy den Namen Mull of Oa (siehe auch: Liste historischer Schiffe der Royal Navy).

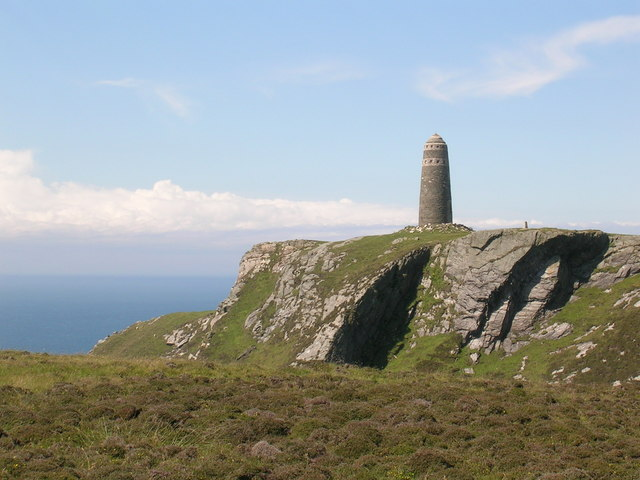
Denkmal auf der Mull of Oa
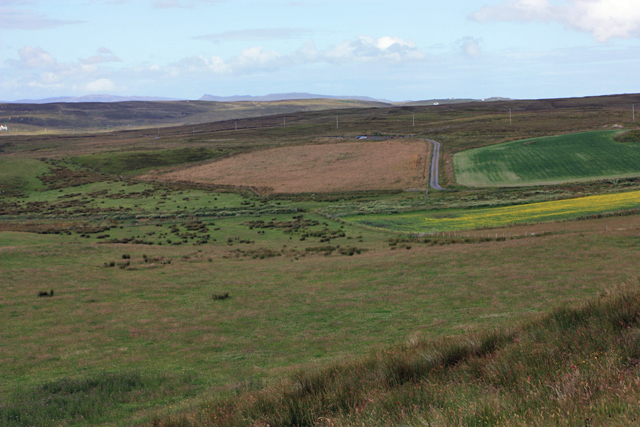
Landschaft auf Oa
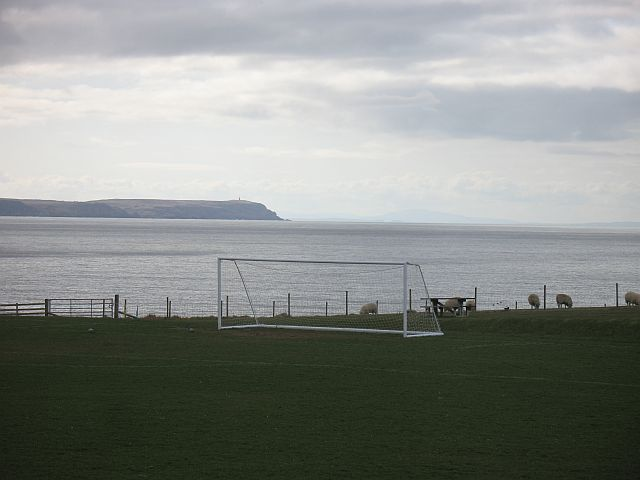
Oa jenseits von Loch Indaal vom Sportplatz von Port Charlotte aus gesehen.
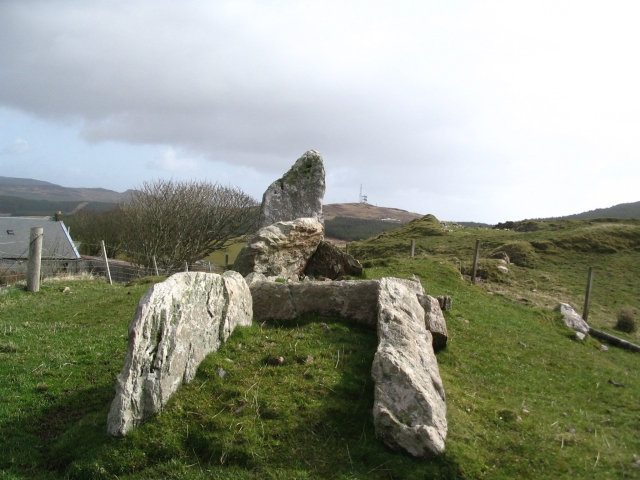
Clyde Tomb von Cragabus